# Groombridge 34
Groombridge 34 è una stella binaria ed è il sedicesimo sistema stellare più vicino al Sole. Si trova a meno di 12 anni luce, nella parte settentrionale della costellazione di Andromeda, a nord-est della galassia M31.

## Il sistema
Il sistema è stato per la prima volta individuato e catalogato da Stephen Groombridge nel Catalogo delle stelle circumpolari, pubblicato postumo nel 1838. Il valore del moto proprio, 2,89 secondi d'arco, fu determinato nel 1860.
Le componenti, entrambe nane rosse sono variabili di tipo UV Ceti, differenti per massa, dimensioni e luminosità.
Gli elementi orbitali del sistema non sono stati ancora determinati con precisione. Le due stelle orbitano attorno ad un centro di massa comune con orbite circolari (e=0) e con raggio di 25,5 e 121,3 au (rispettivamente per la componente A e B) con un periodo di 2600 anni ed una distanza relativa di 134 UA. Queste valori, definiti nel 1971, aggiornano quelli calcolati nel 1958.
Una ricerca eseguita con il Telescopio Spaziale Hubble non ha evidenziato la presenza di pianeti gioviani orbitanti attorno alle stelle del sistema rendendo definitivamente improbabile l'ipotesi di pianeti di grande massa avanzata nel 1947 sulla base delle variazioni della velocità radiale già messa in dubbio da altri studi,,.

## Le componenti
Groombridge 34 A è una nana rossa di tipo spettrale M1,5-Vne. Possiede il 38% della massa, il 34% del diametro e lo 0,64% della luminosità del sole. Ha una magnitudine apparente di +8,08 e una magnitudine assoluta di +10,39.
Groombridge 34 B è una nana rossa di tipo spettrale M3,5-Vne. Possiede l'8% della massa, il 19% del diametro e lo 0,042% della luminosità del Sole. Ha una magnitudine apparente di +11,06 e una magnitudine assoluta di +13,37.

### Sistema planetario
Nell'agosto 2014 è stato individuato un pianeta in orbita attorno a Groombridge 34 A. La sua esistenza è stata ricavata dall'analisi delle velocità radiali della stella madre dall'Eta-Earth Survey utilizzando lo strumento HIRES all'osservatorio Keck. Si suppone che il pianeta abbia una massa minima di 5,35 ± 0,75 masse terrestri ed alla sua scoperta era il sesto esopianeta noto più vicino alla terra.